# Viscount
Viscount es un pueblo canadiense situado en la provincia de Saskatchewan.

## Superficie
Viscount tiene una superficie de 1,49 km².

## Demografía
En 2021, tenía 282 habitantes, una densidad poblacional de 189,8 hab./km², y 149 viviendas.